# Gondia (dystrykt)
Gondia (dystrykt) (marathi गोंदिया जिल्हा, ang. Gondia district) – jest jednym z trzydziestu pięciu dystryktów indyjskiego stanu Maharasztra. Zajmuje powierzchnię 5 425 km².

## Położenie
Położony jest we wschodniej części tego stanu. Graniczy z dystryktami: 
od południa z Gadchiroli,
od zachodu z Bhandara, oraz ze stanami: od północy z Madhya Pradesh, a od wschodu z Chhattisgarh.
Stolicą dystryktu jest miasto Gondia.

## Rzeki
Rzeki przepływające przez obszar dystryktu :
- Bavanthadi
- Chulband
- Gadhvi
- Wagh
- Wainganga